# 蓝闽波
蓝闽波（1962年—），汉族，中华人民共和国政治人物、第十一届全国政协委员。
加入中国农工民主党，担任欧盟第六框架计划纳米生物技术项目中方负责人。2008年，当选第十一届全国政协委员，代表科学技术界，分入第三十一组。2018年1月，当选第十三届全国政协委员。